# Timothy Liljegren
Timothy Liljegren (Kristianstad, Suecia, 30 de abril de 1999) apodado Timma, Lilly o Timmy, es un jugador profesional sueco de hockey sobre hielo que se desempeña en la posición de defensor derecho en Toronto Maple Leafs, equipo de la National Hockey League (NHL).

## Carrera
Fue seleccionado en la primera ronda en la NHL Entry Draft de 2017. En 2019 hizo su debut profesional con el equipo Toronto Maple Leafs, donde lleva jugando cinco temporadas.